# Pleuropogon
Pleuropogon és un gènere de plantes de la família de les Poàcies, ordre Poals, subclasse Commelinidae, classe Liliopsida, divisió dels magnoliofitins. És originària d'Amèrica del Nord. Són herbes que creixen en zones humides, de vegades fins i tot fins al punt d'estar parcialment submergits.

## Taxonomia
- Pleuropogon hooverianus (L.D.Benson) J.T.Howell
- Pleuropogon oregonus Chase
- Pleuropogon sabinii R. Br.